# Kostel svatého Jiří (Svätý Jur)
Kostel svatého Jiří je římskokatolický farní kostel nalézající se na vyvýšeném místě v severozápadní části obce Svätý Jur, nedaleko od středověkého hradu Biely Kameň a pravěkého a slovanského hradiště Neštich. Působí jako dominanta celého okolí. Kostel je postaven v gotickém slohu.

## Historie

### Přelom 12. a 13. století
Počátky gotického kostela svatého Jiří sahají před rok 1209, nejpozději na přelom 12. a 13. století, tedy před první oficiální zmínku o kostele. Jsou doloženy listinou uherského krále Ondřeje II. adresovanou správci královských sklepů Šebešovi. Zmiňuje se v ní o darování Svätého Jura a čtyř osad k němu náležejících - Bernolákovo, Ivanka pri Dunaji, Farná a Malinovo. V době výstavby kostela se také stavěl hrad Biely Kameň.

### 13. - 14. století
Již v první polovině 13. století prokazatelně stála na dnešním místě starší románská sakrální stavba, o čemž svědčí podzemní kaple, která způsobuje vyvýšení presbytáře. Kostel byl původně jednolodní, měl plochý strop, neměl okna, podlahy byly ve stejné výškové úrovni a jako stavební materiál byl použit lomový kámen. Pod ním se nacházela jednoduchá svatyně, pravděpodobně polygonální, se zděnou kryptou. Dnešní podobu začal kostel získávat až koncem 13. století.
Nejstarší částí kostela je presbytář, který pochází z roku 1280 a byl postaven na místě původní románské svatyně. Svědčí o tom analýza uměleckých prvků z tohoto období a dochovaná jižní stěna lodi, v níž jsou odhalena štěrbinová okna. Vstup do kaple je po stranách opatřen dvěma schodišťovými rameny. Loď byla v tomto období téměř dvakrát prodloužena z původní délky směrem na západ.
K dalším částem kostela patří sakristie, která byla asi o polovinu užší než ta dnešní, jižní kaple svatého Bartoloměje, jižní loď, západní loď a malá grotta Panny Marie na severu.
V polovině 14. století prošel kostel výraznou přestavbou, a to v západní části kostela, kde byla vybudována panská empora (tzv. chór). Tu si pravděpodobně objednala hrabata ze Svatého Juru a Pezinku, o čemž svědčí erby hrabat vytesané na svornících klenby boční lodi.

### 15. - 16. století
Na počátku 15. století byl kostel rozšířen o boční loď a byla zaklenuta hlavní loď. Obě jsou zaklenuty gotickou klenbou. Na západním průčelí byla v ose hlavní lodi postavena věž. Do ní byl vložen gotický zvon odlitý v roce 1400 vídeňským mistrem Janem. Původní malá okna byla upravena na mohutná gotická okna s vitrážemi. Rozšíření kostela mohly vyvolat vojenské nepokoje - husitské výpravy, které vedly k vypálení kostela 10. června 1434. Přestavba měla vliv i na vyrovnání podlahy, což způsobilo, že podlaha presbytáře byla zvýšena o šest schodových stupňů. Z tohoto období se dochovala také fresková výzdoba na stěnách. Dochovala se malba biskupa svatého Erasma na východní stěně boční lodi.

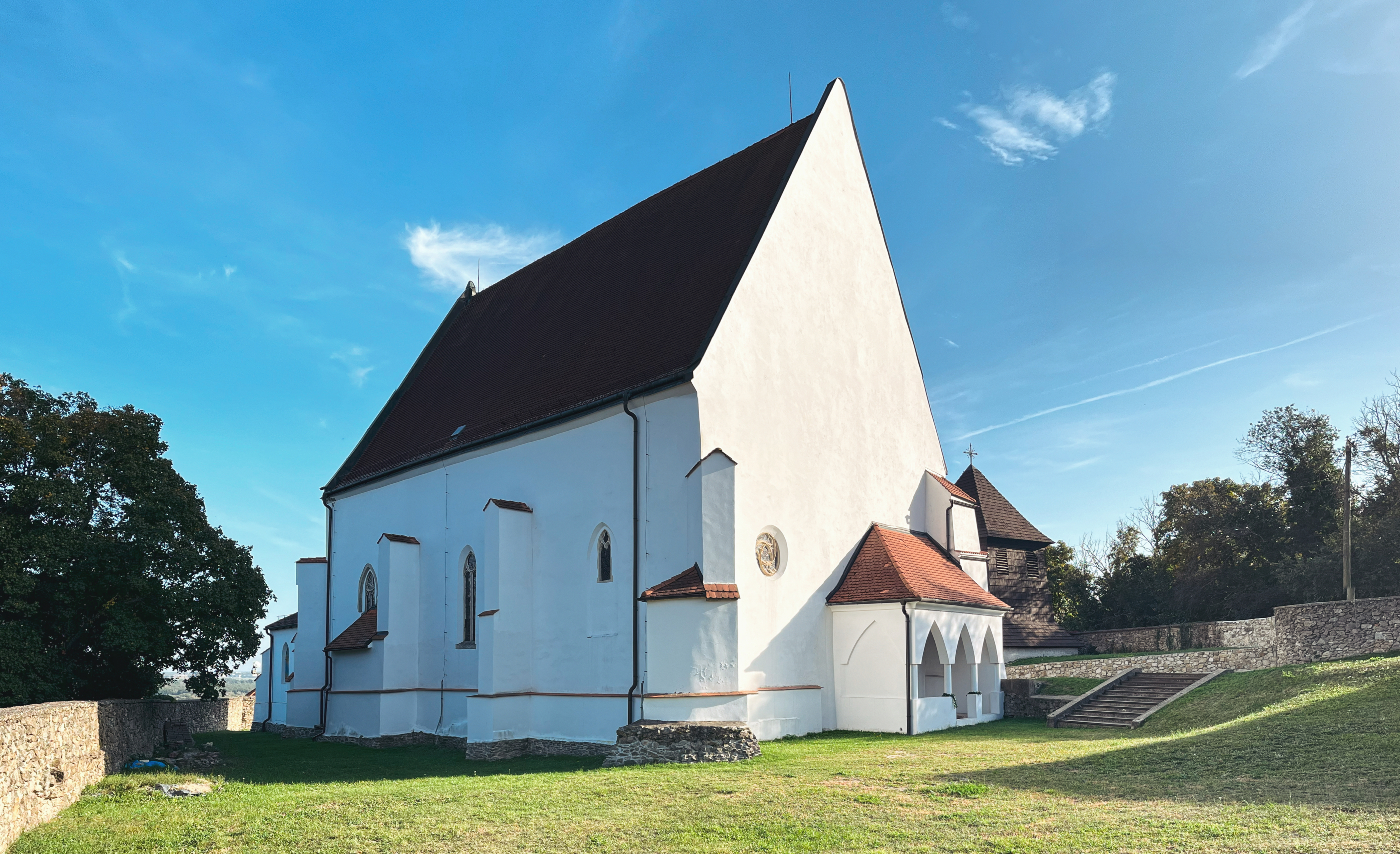
pohled na kostel od Neštichu

V roce 1465 nechal hrabě Jiří III. kostel rozšířit o jižní kapli Nejsvětější Trojice, dnes známou jako kaple svatého Bartoloměje. Při dostavbě západní zdi byl zachován původní opěrný pilíř a byla přistavěna tribuna. Kaple měla sloužit jako pohřební komora pro hraběte a jeho příbuzné. Zdobily ji erby Jiřího III. a jeho rodičů Mikuláše II. a Kláry z Hederváru a jeho manželek Uršuly z Wolfurtu a Judity Opavské. K presbytáři byla přistavěna kamenná schránka pro uložení Svátosti oltářní a nový portál do sakristie. V kapli byla původně empora, která byla v roce 1943 zbořena. Pod ní se nacházela hrobka hraběte Jiřího II.
Změnou prošel také vstupní portál, kde mělo být v prostoru nad vchodem umístěno vyobrazení svatého Jiří. Až do druhé poloviny 16. století, tedy do reformace, neprošel kostel žádnými většími změnami.

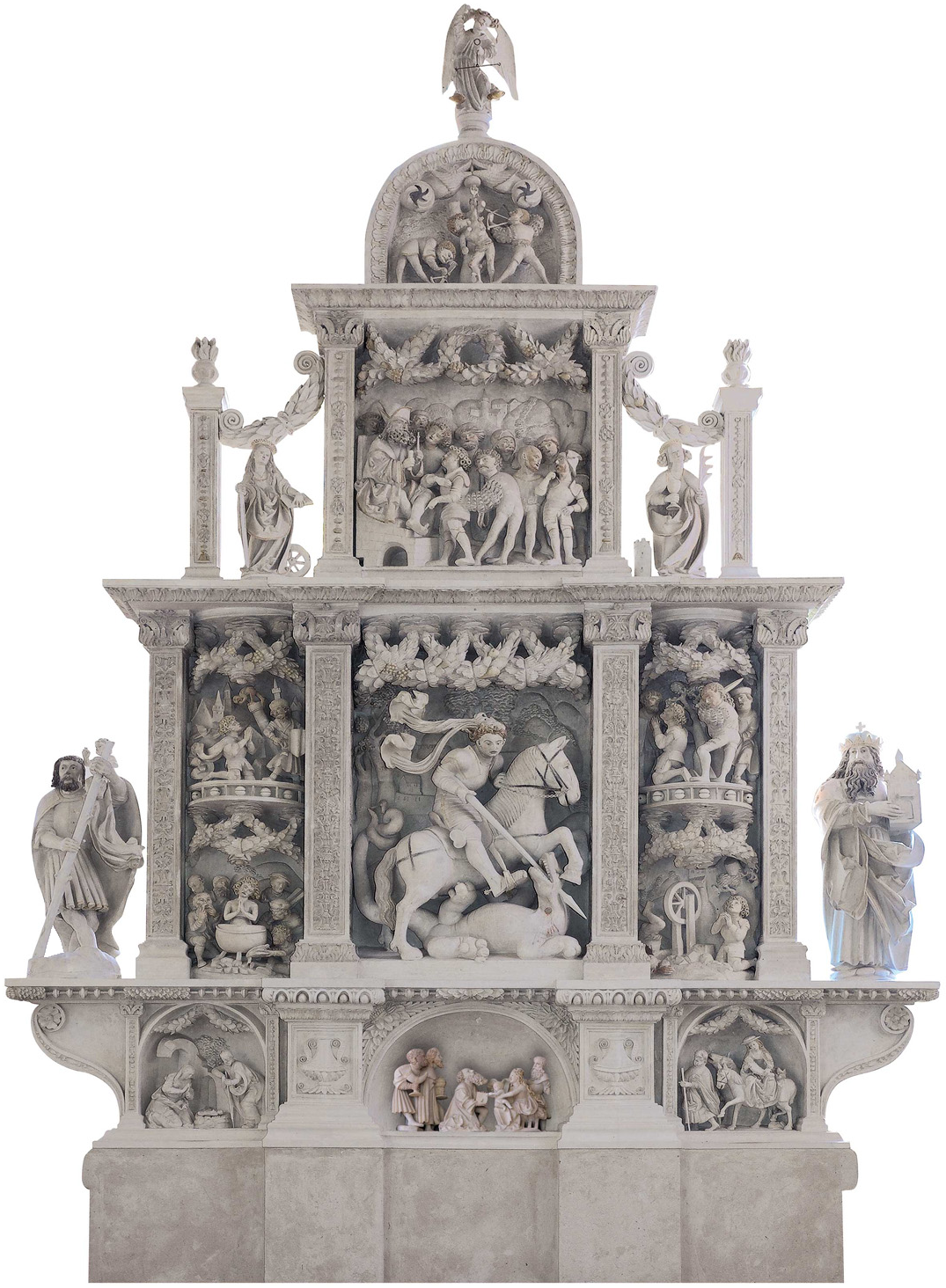
Kostel svatého Jiří - oltář

Na konci 16. století byl hlavní oltář svatého Jiří umístěn do východní části presbytáře. Je zhotoven z bílého pískovce. Zhotovil jej v roce 1519 slavný mistr Stefan Pilgram. Na oltáři jsou použity figurální motivy s rostlinnými, symbolicky znázorňující život svatého Jiří jako jezdce ve zbroji, který mečem zabíjí draka a jeho mučednickou smrt. Oltář představuje pomyslný most mezi gotikou a renesancí. Skládá se z podstavce, frontonu, trojdílného skříňového retabula a nástavce. Z dřevěného oltáře Smrti Panny Marie se zachoval pouze hlavní výjev.
Po reformaci v roce 1582 prošel kostel změnami týkajícími se náboženských představ. Kostel daroval Gašpar Šerédi evangelíkům. Z katolického kostela se stal kostel evangelický, což znamenalo, že fresková výzdoba v kostele byla přemalována a po vzoru protestantských modliteben byla postavena nová renesanční empora. Táhla se podél celé boční lodi a byla dokončena v roce 1590. Pod presbytářem vznikl prostor Božího hrobu. Přestavba si vyžádala odstranění gotických portálů. Až do roku 1628 byl kostel v rukou protestantů. Poté byl královským nařízením vrácen katolíkům.
Po přestavbě v 16. století došlo pouze k drobným úpravám a odstranění některých původních částí kostela.

### 17. - 18. století
V 17. století byl kostel několikrát vypleněn tureckými vojsky. Vypálen byl také hrad Biely Kameň. Věž, která se nacházela na západním průčelí v ose hlavní lodi, vyhořela v roce 1663, rovněž za turecké okupace. V letech 1772-1846 byla zbořena empora, která se táhla podél celé boční lodi, a v letech 1756-1781 i schodiště vedoucí k ní. V 18. století byla na východní straně lodi přistavěna rokoková kazatelna s baldachýnem. V severní lodi byla v době baroka přistavěna malá kaple zvaná grotta Panny Marie s její sochou a všechna okna byla obnovena a zasklena jednoduchou vitráží s šestibokým rastrem.

### 20. století - současnost
Ve 20. století, po druhé světové válce, došlo k velkým stavebním úpravám. Renesanční klenby jižního atria byly zazděny. V roce 1943 byla zcela zbořena empora boční lodi v kapli svatého Bartoloměje. V roce 1946 byla v lodi přistavěna otevřená předsíň v gotickém stylu. Byly obnoveny kamenné obklady a zhotoveny vitráže. Janko Alexy předložil v letech 1949-1950 své návrhy a J. Jiřička je realizoval. Mramorovou dlažbu nahradila betonová.
Od 90. let 20. století byly v kostele restaurovány fasády a interiér presbytáře (2004-2005), interiér kaple svatého Bartoloměje, interiér boční stěny a interiér sakristie včetně všech architektonických kamenných prvků. Hlavní oltář byl restaurován v letech 1990-1992. V roce 2010 byla restaurována také podzemní kaple a dvojlodí.

## Architektura
K dalším částem kostela patří sakristie, která původně byla asi o polovinu užší než současná, jižní kaple svatého Bartoloměje, jižní kněžiště, západní kněžiště a malá grotta svaté Marie na severu.

### Kostel
Kostel svatého Jiří je gotická stavba ve Svätém Juru v Bratislavském kraji. Spolu s dřevěnou zvonicí, piaristickým kostelem Nejsvětější Trojice a kaplí Nanebevzetí Panny Marie tvoří neodmyslitelnou součást této malebné obce. Kostel spadá pod farnost Svätý Jur.

### Exteriér
Kostel není orientován - osa kostela směřuje k jihovýchodu. Kostel se skládá ze dvou lodí, sakristie a presbytáře. Celý kostel je obklopen zachovalou zdí, která chrání nejen kostel, ale i zvonici a bývalý hřbitov. Vstup do kostela se nachází na dvou místech, na jihozápadě u lomeného portálu s uzavřenou předsíní a na jihovýchodě u portálu s otevřenou předsíní. Na jihovýchodní předsíň navazuje kaple svatého Bartoloměje. Do kostela lze ještě vstoupit ze severozápadu, tento vchod je však méně využíván. Zde má kněžiště portál tvořený lomeným obloukem, presbytář je otevřen třemi lomenými arkádami. Vlevo od předsíně je v průčelí malé kulaté okno. Okno je tvořeno kružbou s trojlistem s plaménkovým zakončením. Kostel má bílý nátěr, střecha se vyznačuje cihlovou barvou, aby kontrastovala s fasádou. Loď a kněžiště mají sedlovou střechu, kaple a další přístavby mají střechu pultovou. Vnější opěráky vynikají zejména na severovýchodní straně lodi. Vyčnívají také ze stěn presbytáře.

### Interiér
Kostel se skládá z podélné dvojlodi, polygonálního presbytáře, sakristie, podélné kaple svatého Bartoloměje, připojené k hlavní lodi z jihu, a kaple Panny Marie.

### Loď kostela
Loď kostela se skládá z širší hlavní lodi a užší severní boční lodi. Loď je od boční lodi oddělena vysokými pilíři zakončenými arkádou. V západní části lodi se nachází empora. Loď je zaklenuta šesti poli křížové klenby. Žebra v lodi jsou zakončena odlišně, a sice v jižní (jihovýchodní) stěně lodi žebra vstupují do zdi bez upevnění a vybíhají do pilastrů. A žebra v meziprostoru lodi jsou ukončena v polopilířích na konzolách. Žebra boční lodi jsou ukončena na konzolách. Žebrová křížová klenba je zdobena svorníky s rostlinným motivem. Žebra jsou natřena okrovou barvou imitující cihlu.

### Empora
Přes celou šířku lodi se nachází empora s jednoduchou poprsnicí, která byla kdysi zdobena slepými kružbami. Spočívá částečně na osmibokých pilířích a částečně na toskánských sloupech, mezi nimiž se rozpínají arkády zakončené půlkruhovým nebo lomeným obloukem. Jeho klenbu tvoří gotická křížová klenba ve třech polích a renesanční hřebínková klenba ve zbývajících dvou polích. Všechna její žebra mají stejnou imitaci a barvu jako žebra hlavní lodi. Na empoře jsou umístěny varhany. Na emporu se vstupuje po vřetenovitém schodišti.

### Nástěnné malby a epitafy
V empoře se nacházejí nástěnné malby z období renesance. Nacházejí se však také v boční uličce. Jedna z nejvýznamnějších nástěnných maleb se nachází na východní stěně u triumfálního oblouku. Jedná se o fresku svatého Erasma. Na jednom z centrálních pilířů polygonálního tvaru visí epitaf Jakuba Mordaxe. Další epitaf patří Kryštofu Gardanimu a je pozdně renesanční.
Loď je oproti presbytáři snížena o šest schodů. Přechod z presbytáře do hlavní lodi tvoří triumfální oblouk z období rané gotiky. Je složen ze světle šedých kamenných kvádrů.

### Presbytář
Orientace presbytáře je odkloněna od jihovýchodního směru ještě více k jihu. Presbytář je zaklenut jedním polem křížové klenby a polygon závěru je opatřen trámovou klenbou. Všechna čtyři okna mají kružby ve tvaru čtyřlístků a okna jsou vyplněna vitrážemi. Každé žebro v kněžišti má hranolovitý profil s jednoduchou klínovou lištou. Žebra presbytáře jsou zakončena na konzolách.
Celý systém žeber je cihlový, stěny presbytáře jsou však bílé. Po stranách presbytáře jsou dále umístěny dřevěné plastiky v podobě smrti a kamenný fragment Tří králů. Na severní straně se nachází kazatelna, do níž se vstupuje po malém točitém schodišti. Součástí presbytáře je renesanční kamenný oltář svatého Jiří, který je mírně odsazen od zdi. Pod presbytářem se nachází podzemní kaple, která měla sloužit k soukromým mším pro zeměpány každý pátek. V pravé části polygonu lodi jsou dva malé oltářní výklenky, vzájemně oddělené a završené lomeným obloukem. Na severní straně se nachází sedlový portál vedoucí do sakristie. Vedle něj se nachází pastoforium z pozdně gotického období. Skládá se z podstavce, soklu a vlastní schránky. Podstavec je bohatě zdobený.

### Kaple svatého Bartoloměje
Kaple svatého Bartoloměje se nachází na jižní (jihovýchodní) straně, původně byla zasvěcena Nejsvětější Trojici, v pozdní gotice byla přistavěna k hlavní lodi. Je zaklenuta síťovou klenbou, zdobenou svorníky. Klenba je trámová v polygonu závěru. Kaple je od hlavní lodi oddělena obloukem. Žebra jsou ukončena válcovými opěráky. V polygonu závěru kaple je umístěn oltář svatého Bartoloměje, naproti je hrobka hraběte Gašpara Šerédiho. Je osvětlen čtyřmi okny orientovanými rovněž k jihu. Jsou vysoká a lomená, vyplněná kružbami. Kružby jsou tvořeny jednak trojlistem s plaménkovým zakončením, jednak čtyřlistem. Ve stěně polygonu a kaple byly objeveny otvory, pravděpodobně s funkcí výklenku.

### Jeskyně Panny Marie
V době baroka byla v severní lodi ve východním poli přistavěna malá kaple zvaná grotta Panny Marie se sochou Ježíše Krista v náručí. Do kaple se vstupuje sedlovým portálem.

### Hlavní oltář sv. Jiří
Oltář pochází z roku 1519. Na oltáři jsou vyobrazeny obrazy svatých v sestupném pořadí: nahoře svatý Michael Archanděl, dole umučení svatého Šebestiána (patrona vojáků), nahoře sv. Kateřina Alexandrijská (patronka mladých dívek a manželek), svatá Barbora (patronka horníků), svatý Jiří, který hájí křesťanství před císařem, svatý Kryštof (patron poutníků a cestovatelů), vlevo svatý Jan z Boha (patron poutníků a cestovatelů), vpravo svatý Leopold (patron Rakouska), vpravo svatý Jiří modlitebně shazující modly, uprostřed svatý Jiří umučený v kotli s roztaveným olovem, uprostřed svatý Jiří zabíjející draka jako symbol pohanství, vpravo svatý Jiří modlitbou ničící kolo, v němž měl být umučen, vpravo stětí svatého Jiří a v dolní části vlevo narození Ježíše Krista a vpravo útěk svaté rodiny do Egypta. Na oblouku oltáře vidíme iniciály vídeňského sochaře Antona Pilgrama, který měl být autorem oltáře, ale tato teorie se nepotvrdila, protože autor zemřel v roce 1515 a oltář byl postaven o 4 roky později. Historici se proto přiklánějí k názoru, že autorem byl Štěpán Pilgram.

### Tumba hraběte Juraje III.
Je to nejstarší památka kostela, pochází z roku 1467. Na horní straně tumby se nachází náhrobní deska, na níž je vyobrazen reliéf rytíře. Je proveden v tradičním stylu, pod hlavou rytíře je polštář, pod nohama mu leží lev, v levé ruce drží meč a v pravé ruce drží hůl s praporem s rodovým erbem.

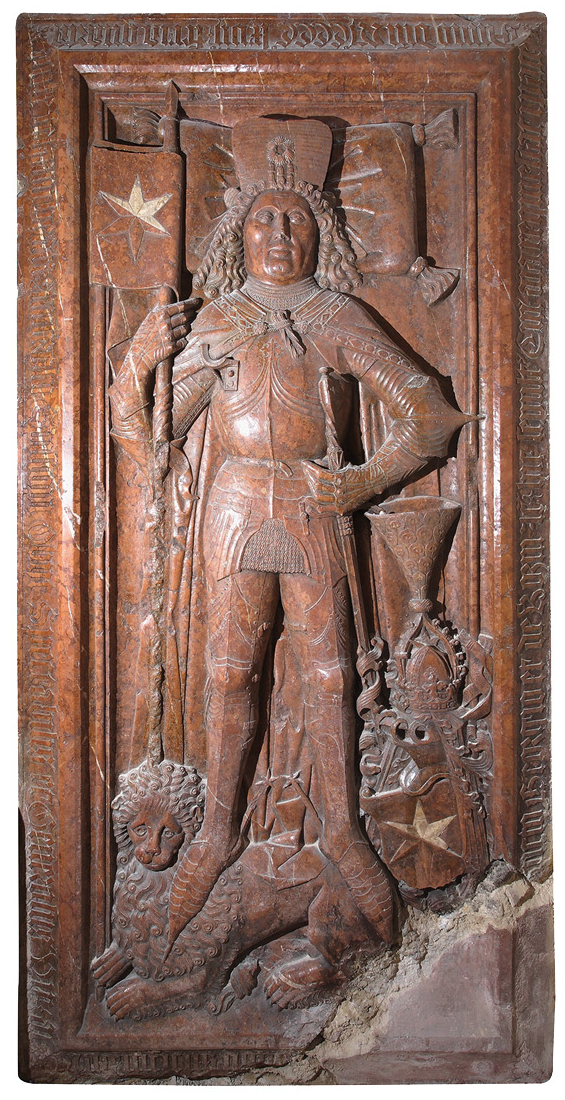
Náhrobek hraběte Juraje ze Svatého Jura

### Tumba Gašpara Šerédiho
Jedná se o tumbu z období renesance 16. století. Je zhotovena ze dvou druhů červeného mramoru. Horní části opět dominuje reliéfní postava Gašpara, který je vyobrazen jako rytíř ve zbroji, pod nohama mu leží dva lvi a drží rodový erb Šerédiů.

### Epitaf Jacoba Mordaxe a jeho ženy Agnes
Nachází se na jednom ze sloupů kostela v lodi. Jedná se o náhrobní pomník. Je vyroben z hnědého mramoru a po obvodu má rozmístěnou vápencovou výzdobu se dvěma karyatidami a rostlinnými motivy. V horní části se objevuje tympanon. Epitaf zobrazuje nanebevstoupení Jakuba Mordaxe a hraběnky Agnes. Motiv je pravděpodobně inspirován Biblí. Autorem díla je pravděpodobně kamenická dílna, která se v této době nacházela ve Vídni. Podobné renesanční epitafy z této dílny můžeme vidět i v exteriéru a interiéru kostela.

### Zvonice
U kostela se nachází také dřevěná zvonice, postavená v renesančním slohu kolem roku 1673, která nahradila zvonici z roku 1634. Střecha je pokryta dřevěným šindelem. Vchází se do ní dřevěnými dveřmi od východu. Visí v ní gotický zvon, který v roce 1400 odlil vídeňský mistr Jan. Zvon prý obsahuje více stříbra než mědi. Legendy praví, že za turecké okupace byl zvon zakopán a později nalezen a vyrytý pasoucím se prasetem. Ve zvonici se nacházel ještě jeden zvon, který byl menší a pocházel z roku 1460. V roce 1721 byl přidán třetí zvon, ale po první světové válce byly oba zvony zabaveny rakousko-uherskou armádou. Nejstarší gotický zvon zůstal po válce na svém původním místě. V roce 1802 však neodborným zacházením zvonaře praskl. V roce 1948 začal zvon opět sloužit kostelu, ale o dvacet let později byl opět poškozen, takže dnes slouží jako výstavní artefakt. Jedná se o nejstarší zvon v malokarpatském regionu.

## Galerie

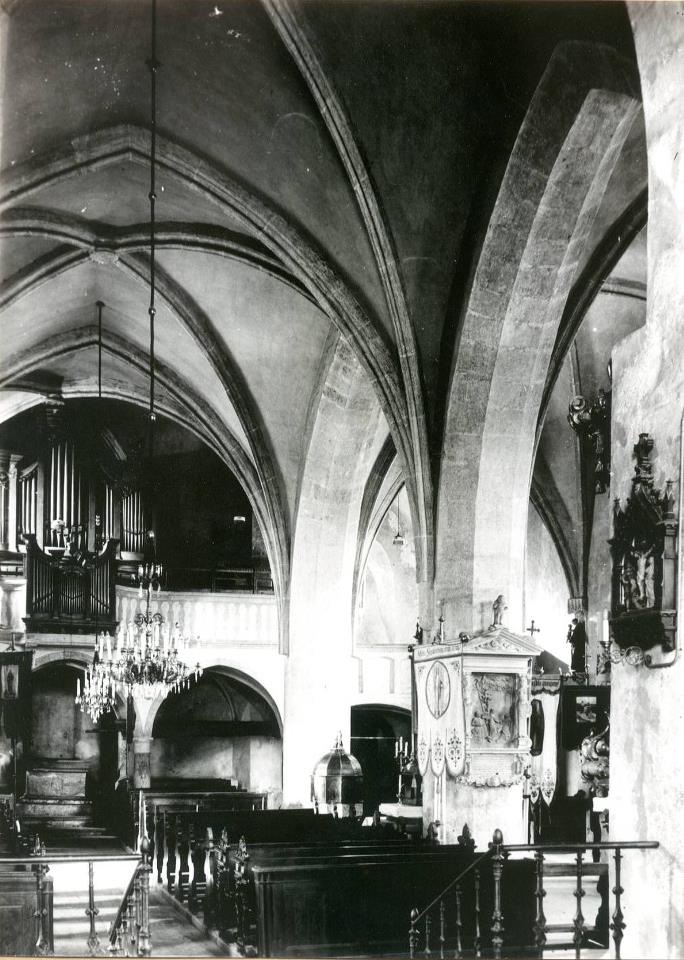
Pohled na hlavní a boční loď, fotka z roku 1933
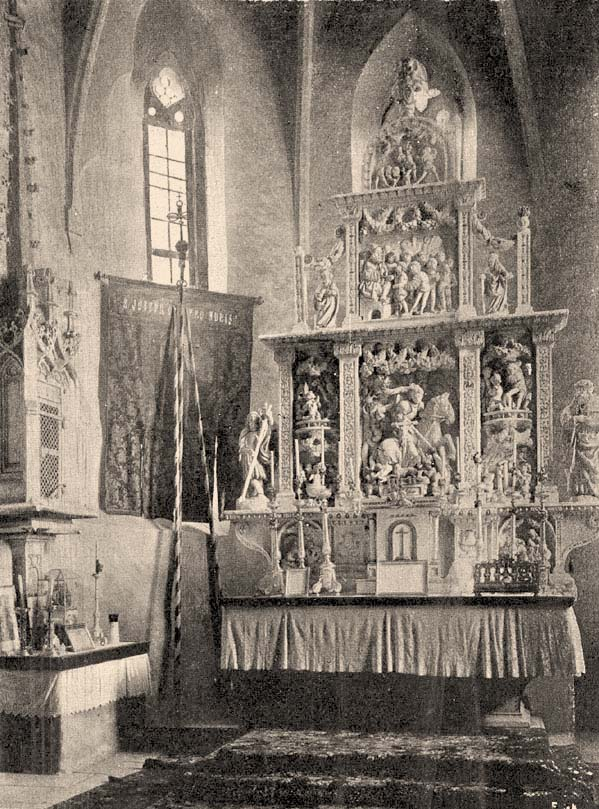
Hlavní oltář sv. Juraja, fotka z roku 1896
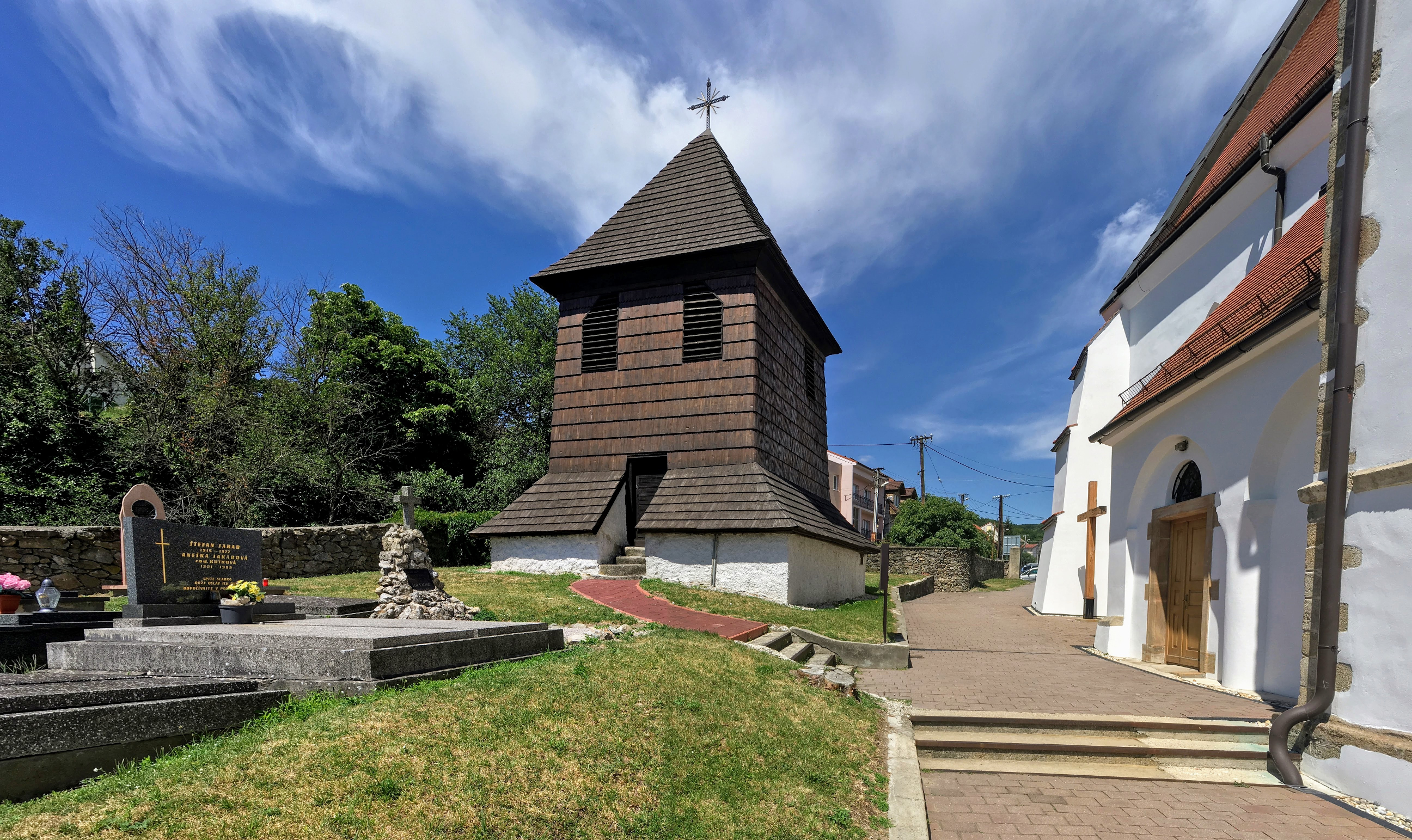
Dřevěná zvonice
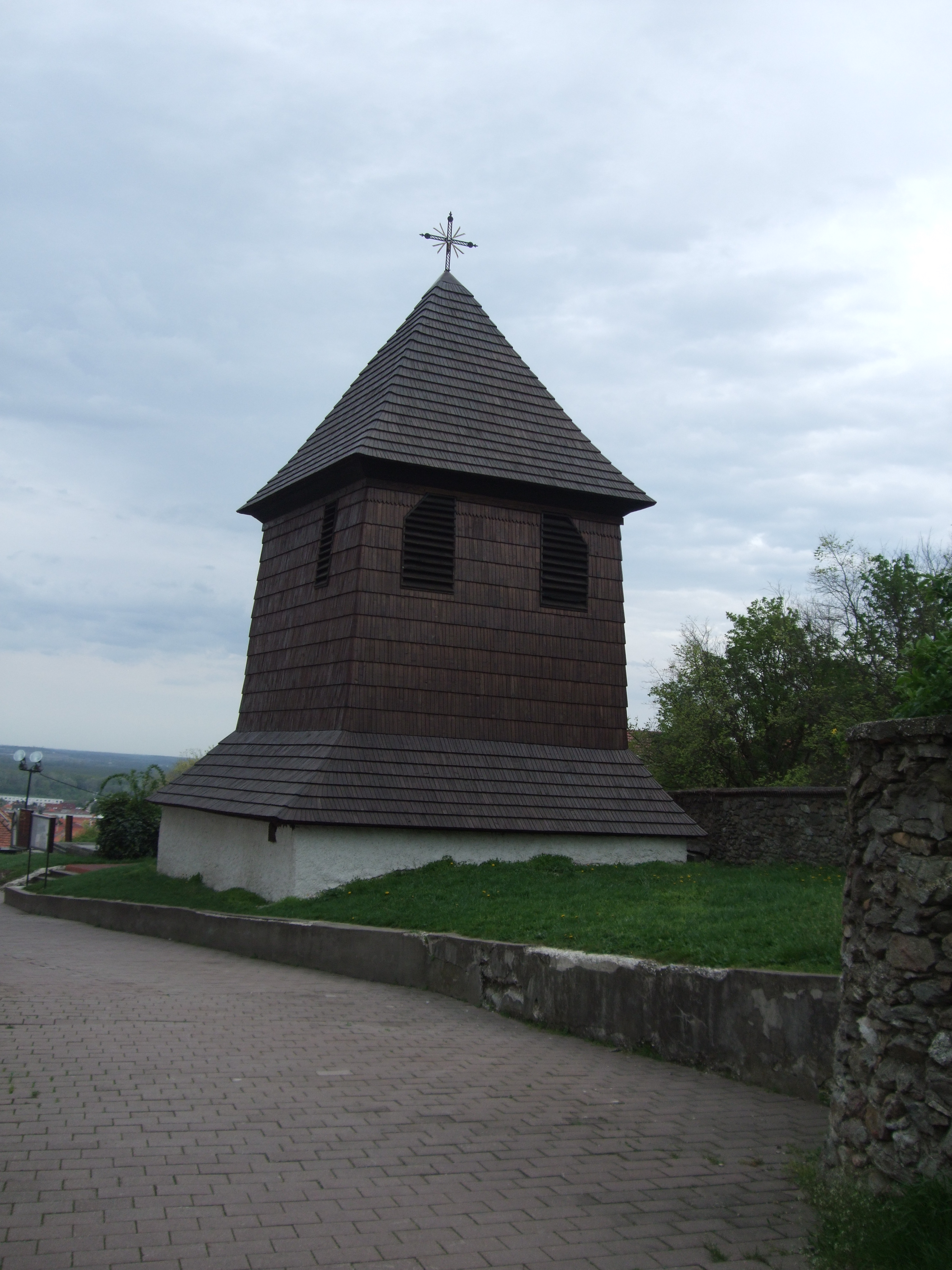
Dřevěná zvonice
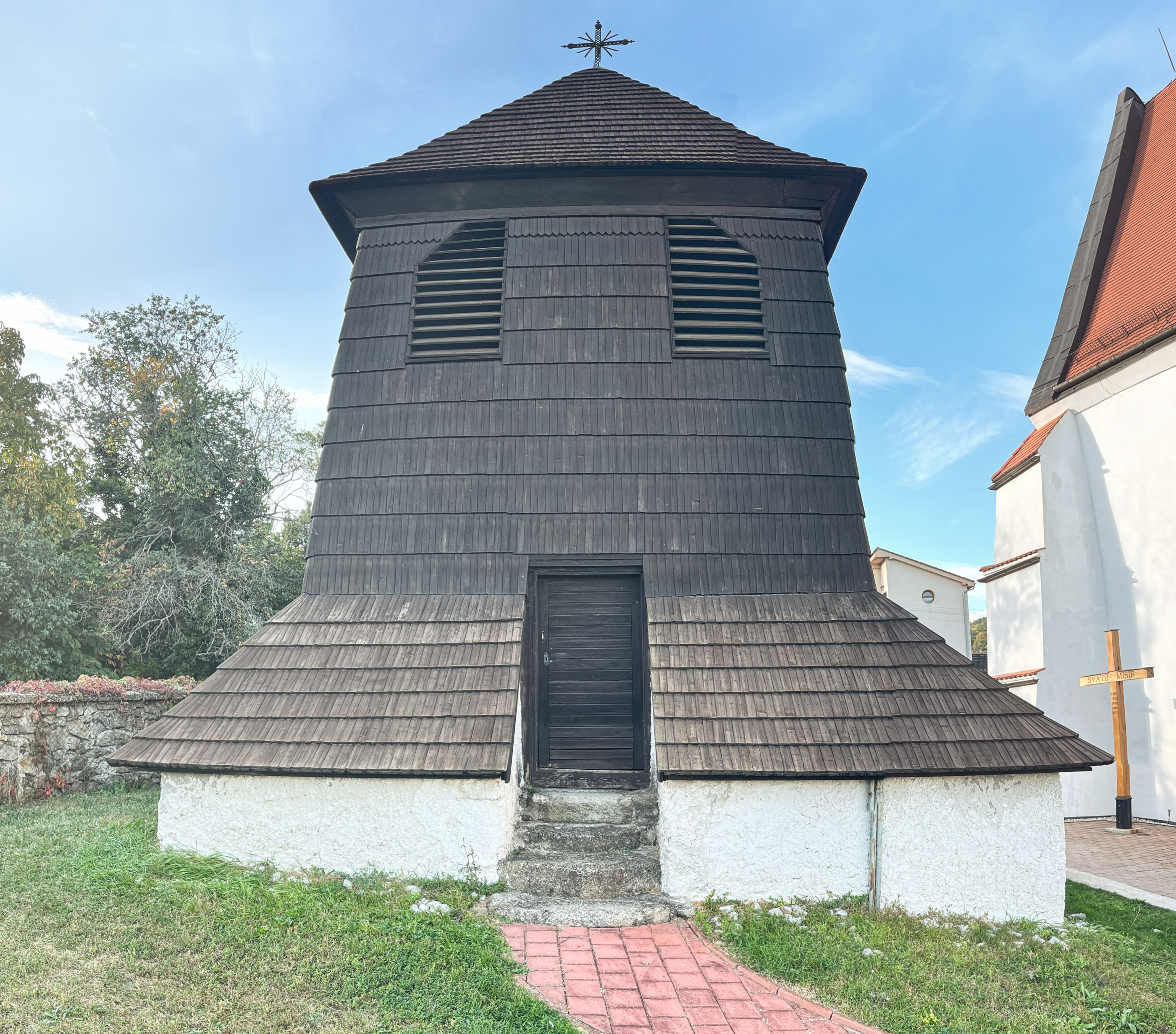
dřevěná zvonice u kostela
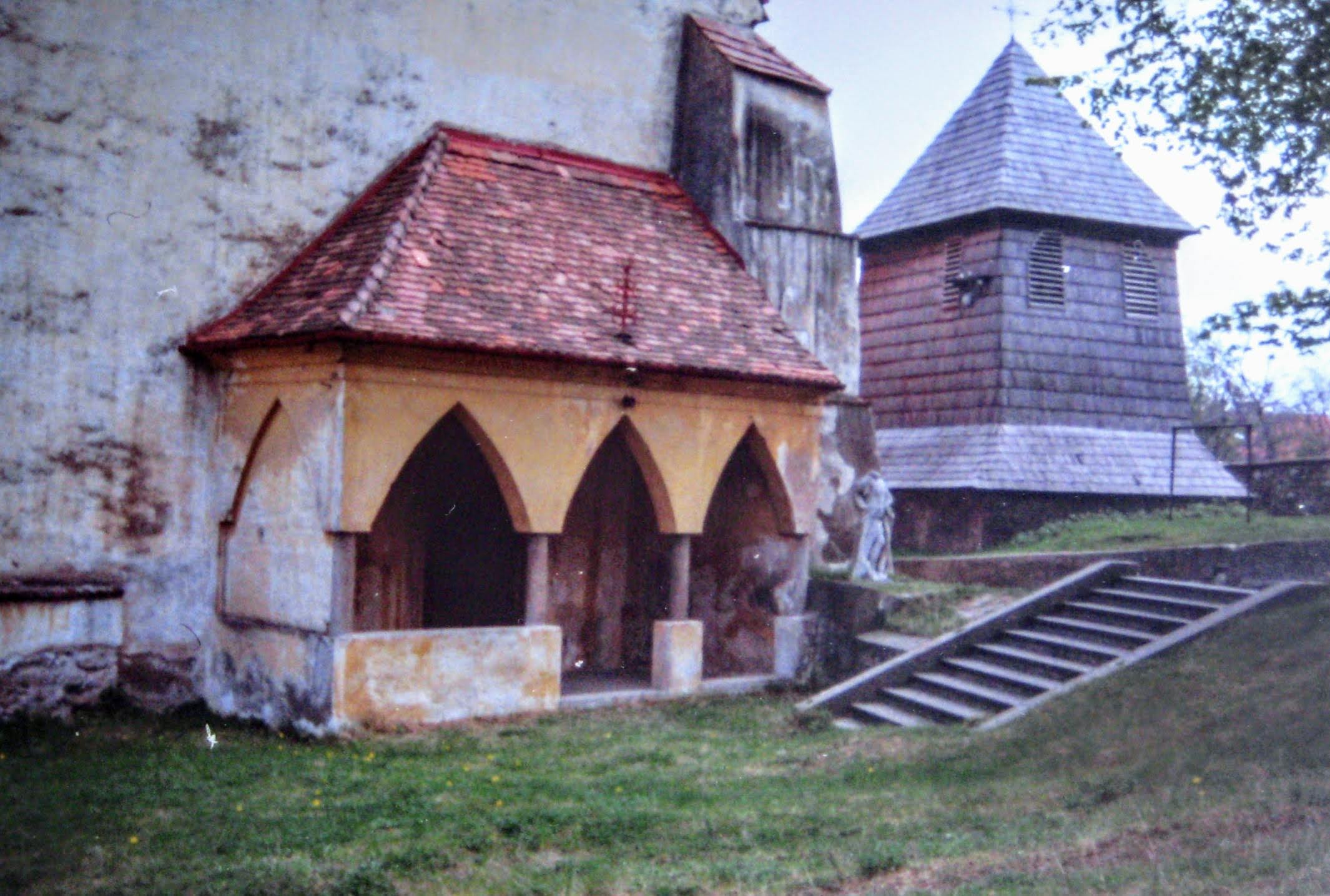
Pohled na kostel v roce 1990
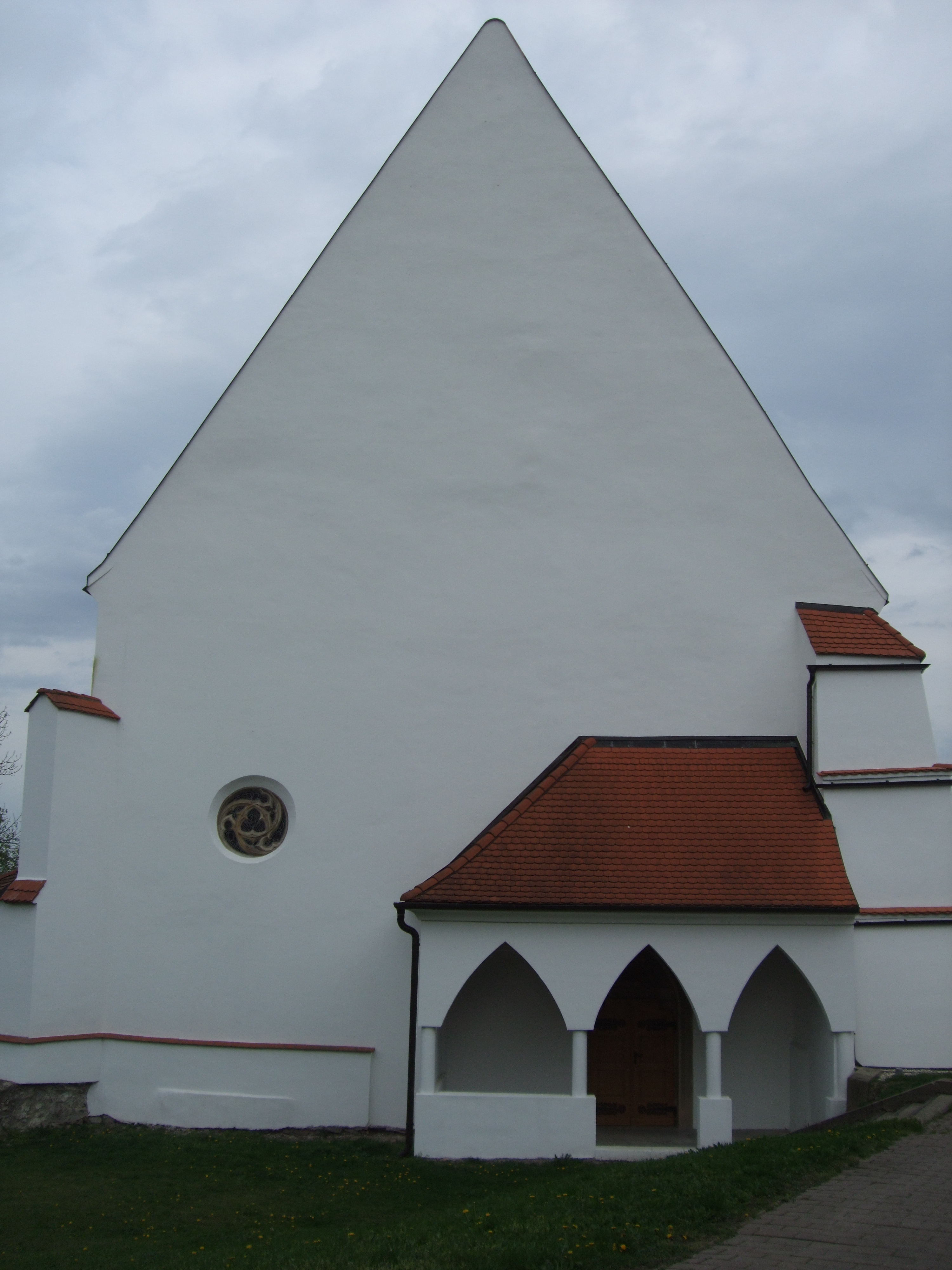
pohled na kostel sv. Juraja od severu
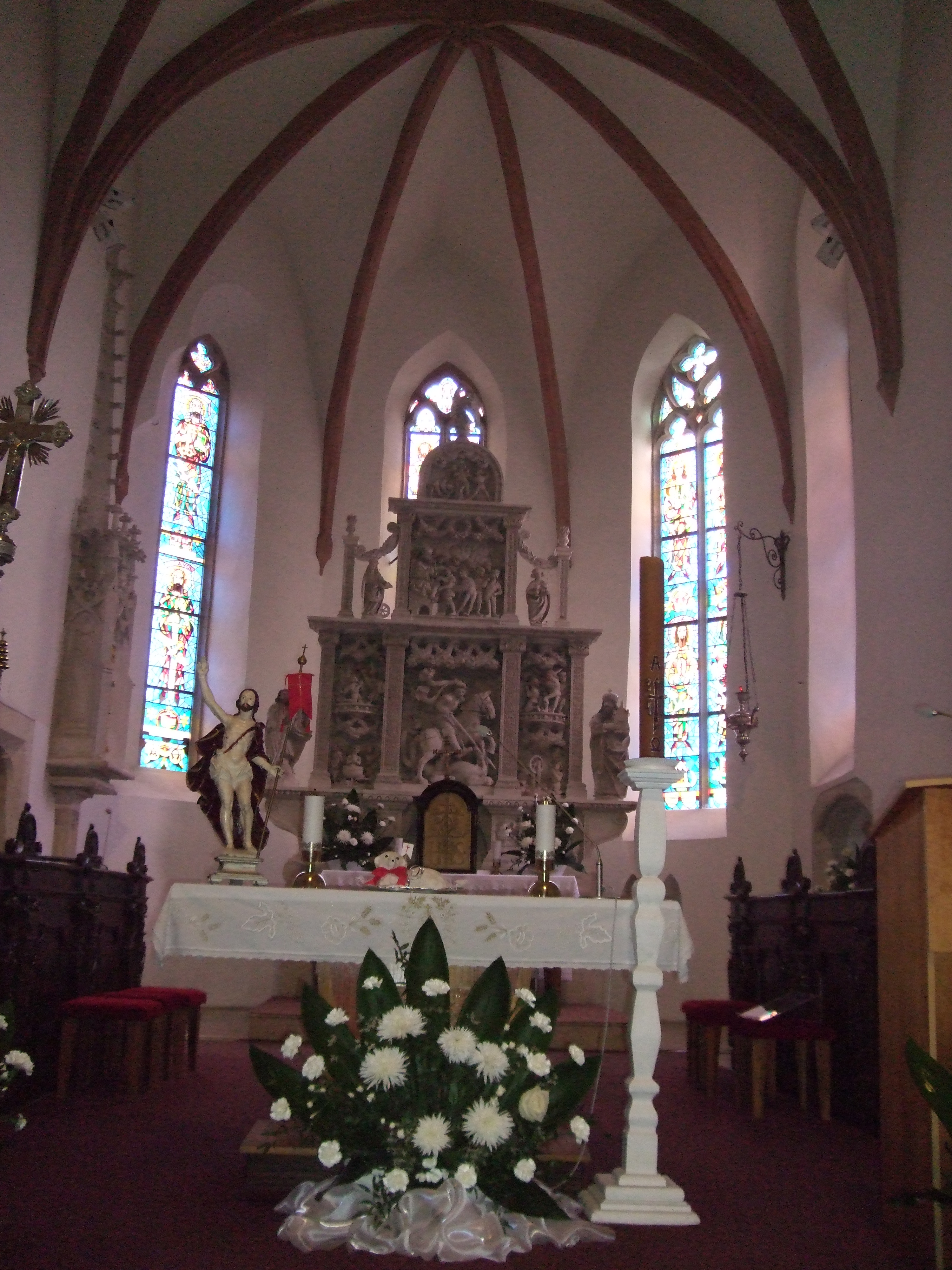
Presbytérium
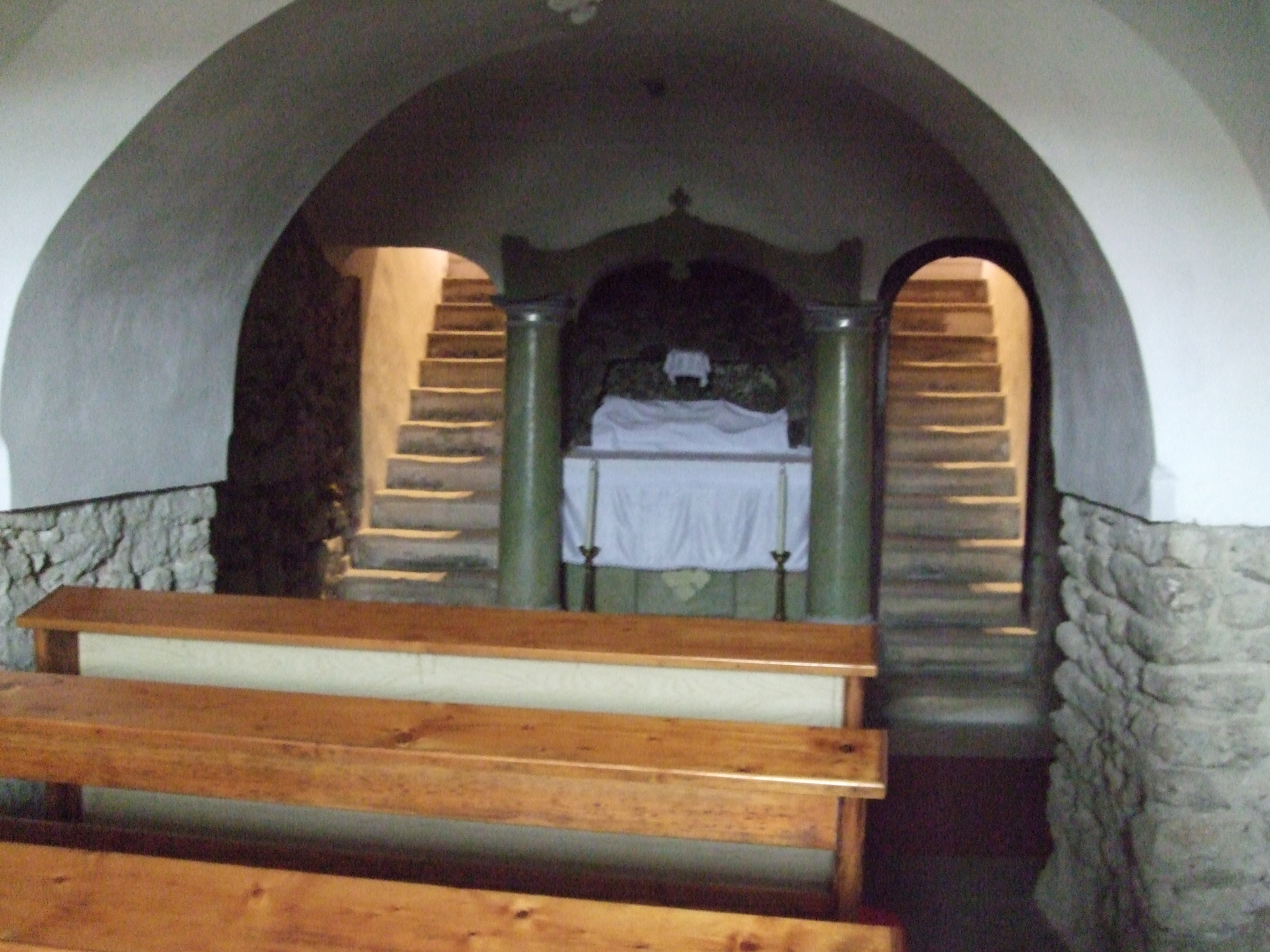
Pohled z kaple na dvě schodišťová ramena po stranách (kaple se nachází pod presbytářem)
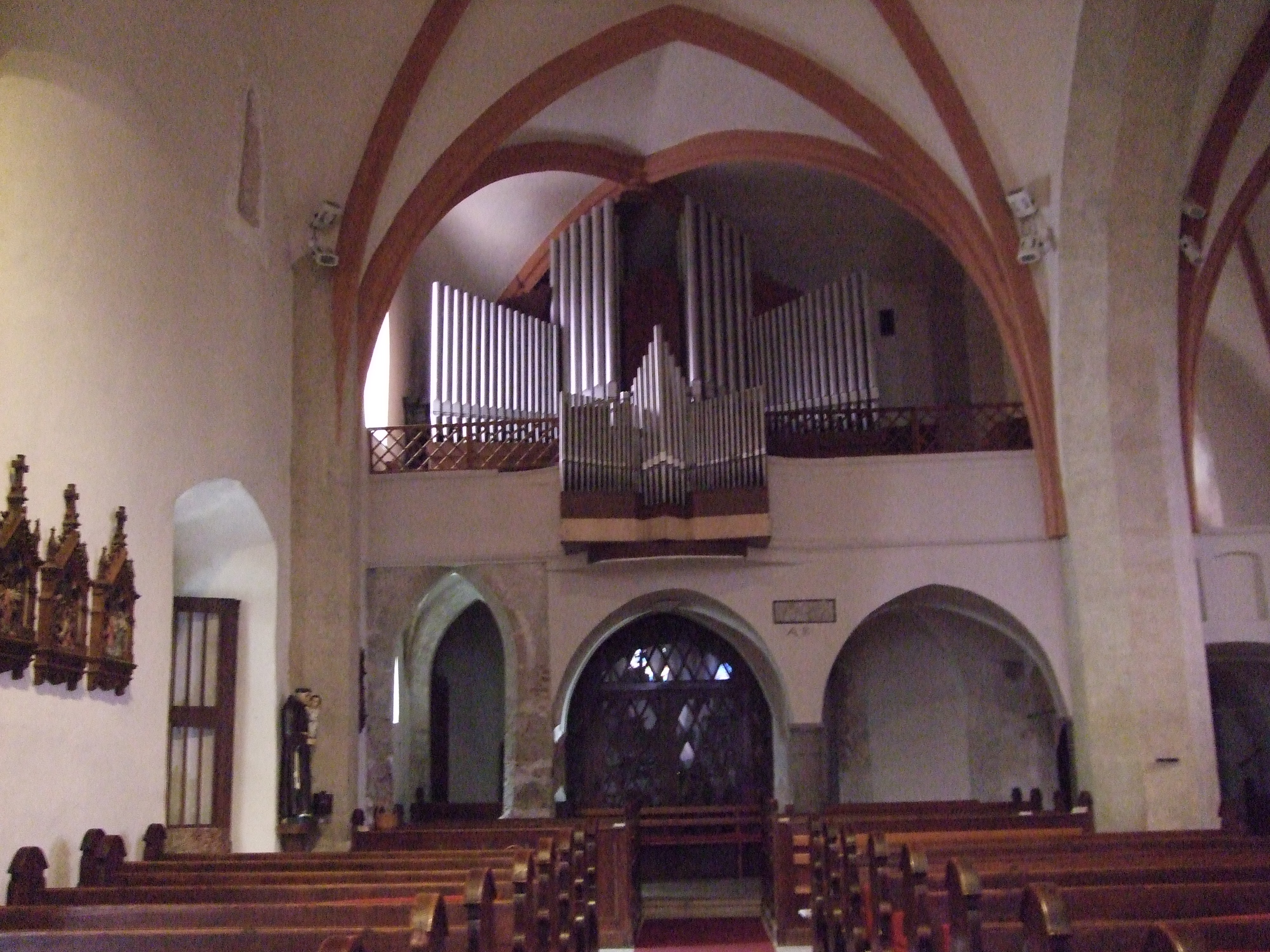
Sloup s částí arkády vytvářející efekt dvoulodní síně, křížová klenba, empora a varhany v pozadí.
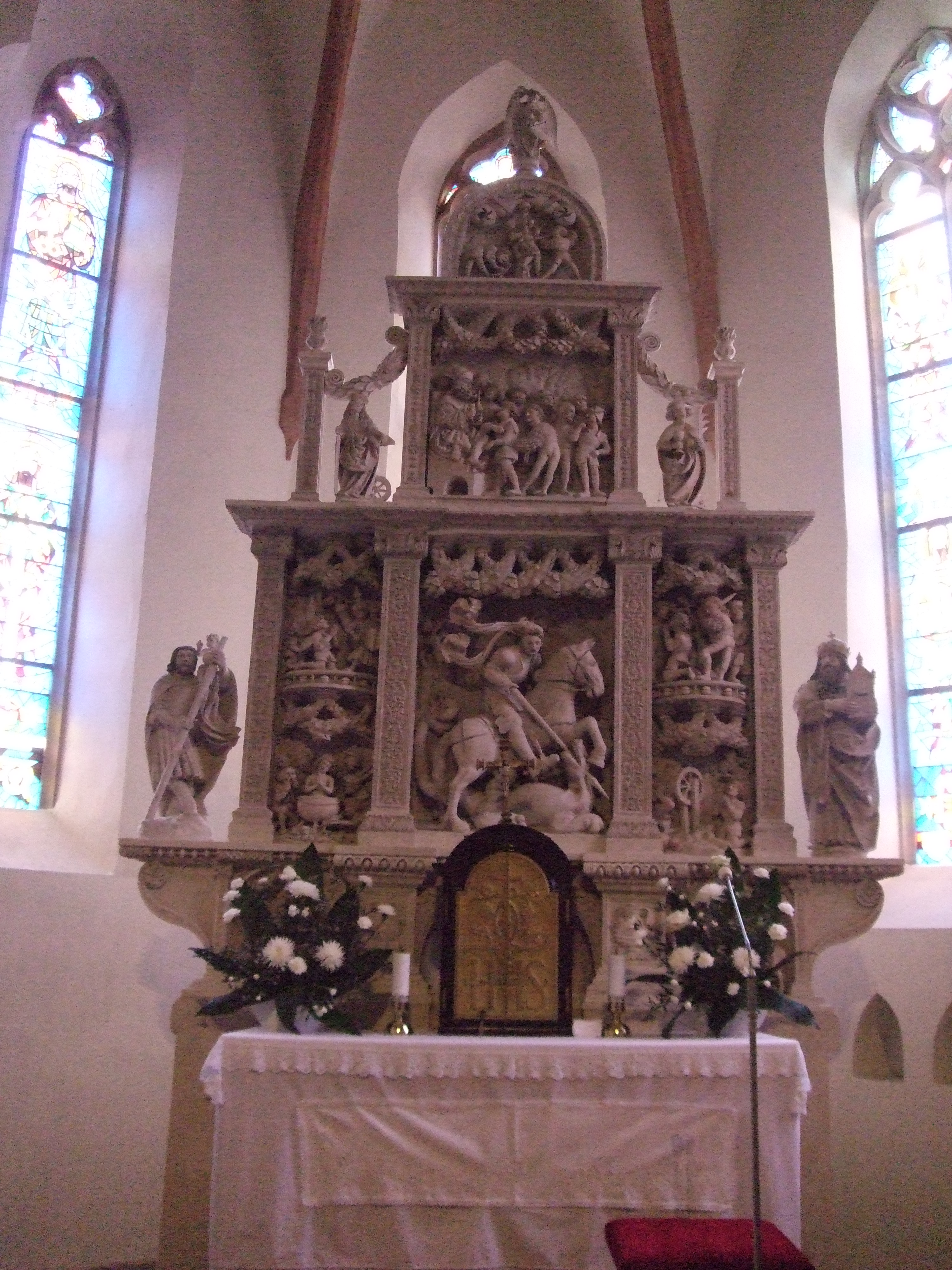
Hlavní oltář sv. Juraja
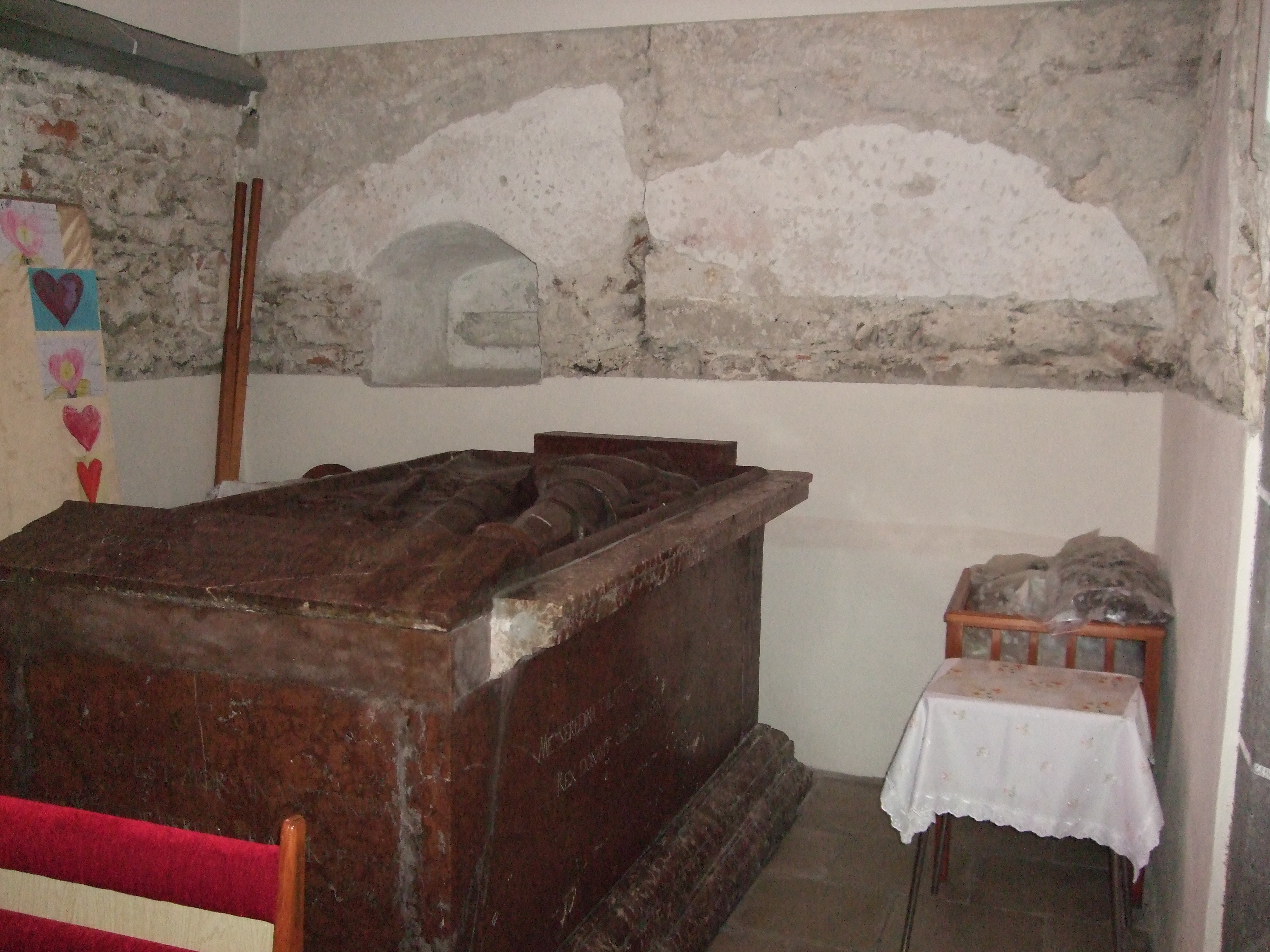
Tumba Gašpara Šerédiho
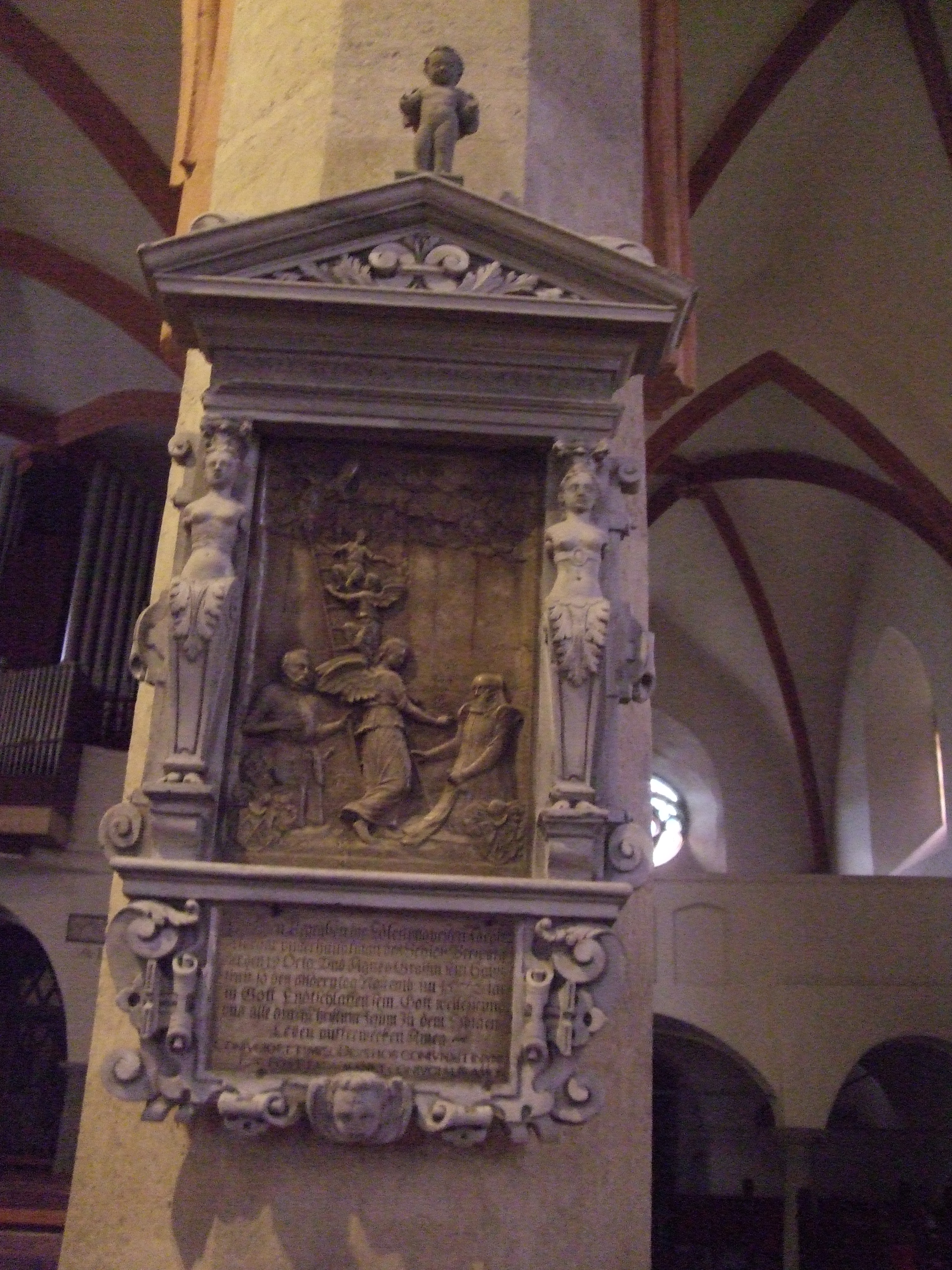
Epitaf Jakuba Mordaxa a jeho manželky Agnesy
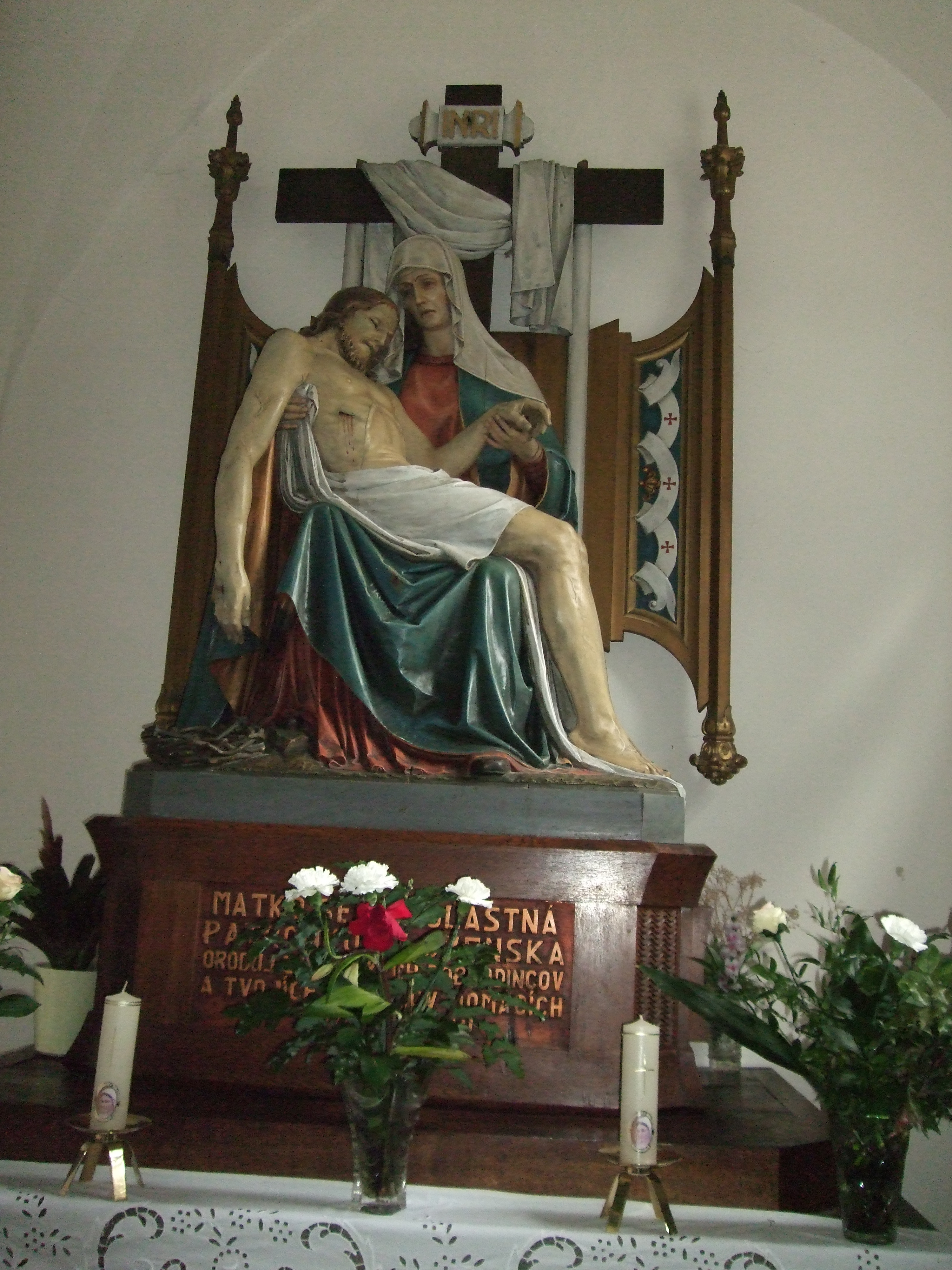
Oltář Panny Marie Sedmibolestné, 1928
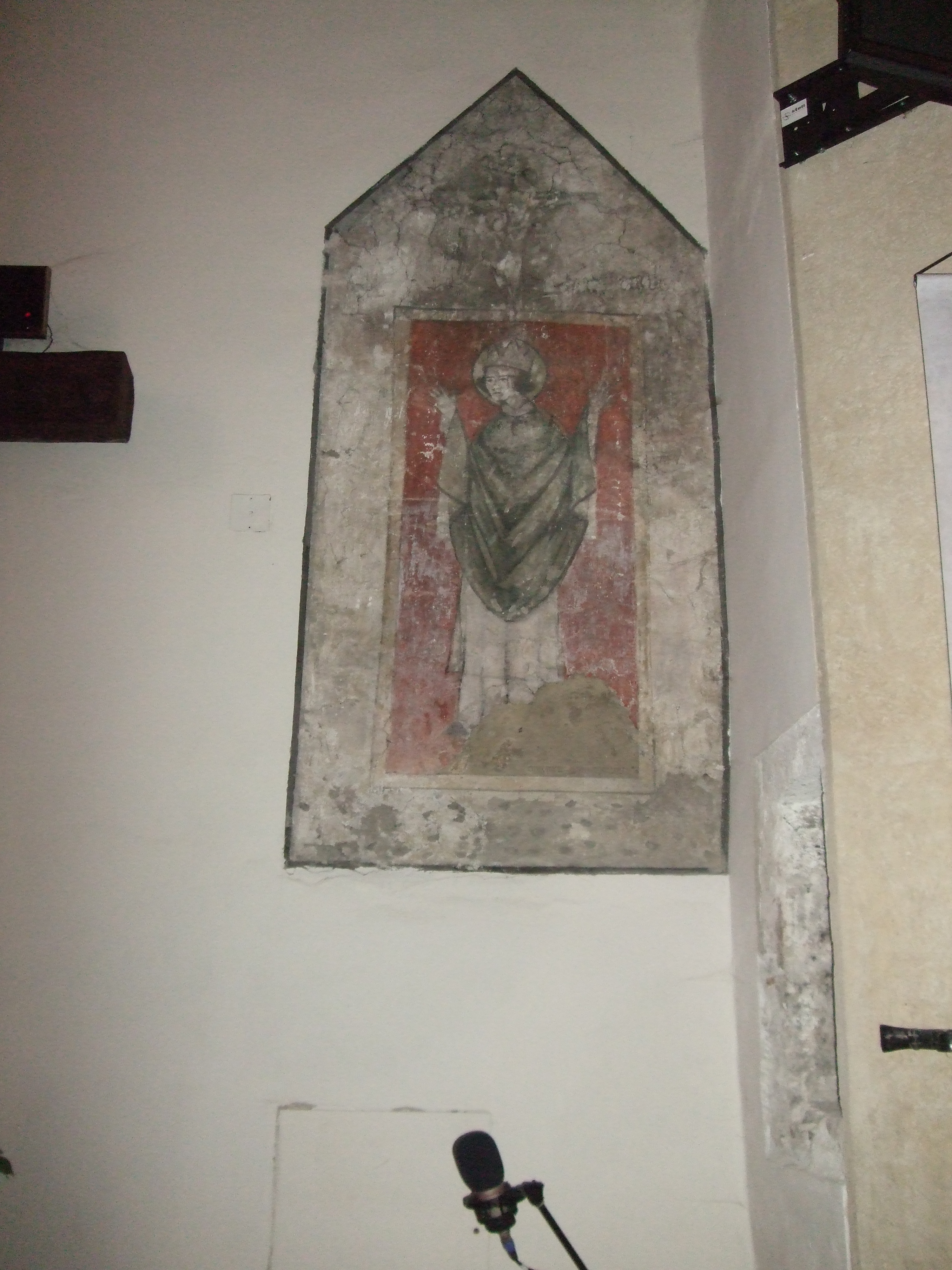
Freska svatého Erasma, patrona lidí ve velkých bolestech, počátek 15. století, odkrytá 1920
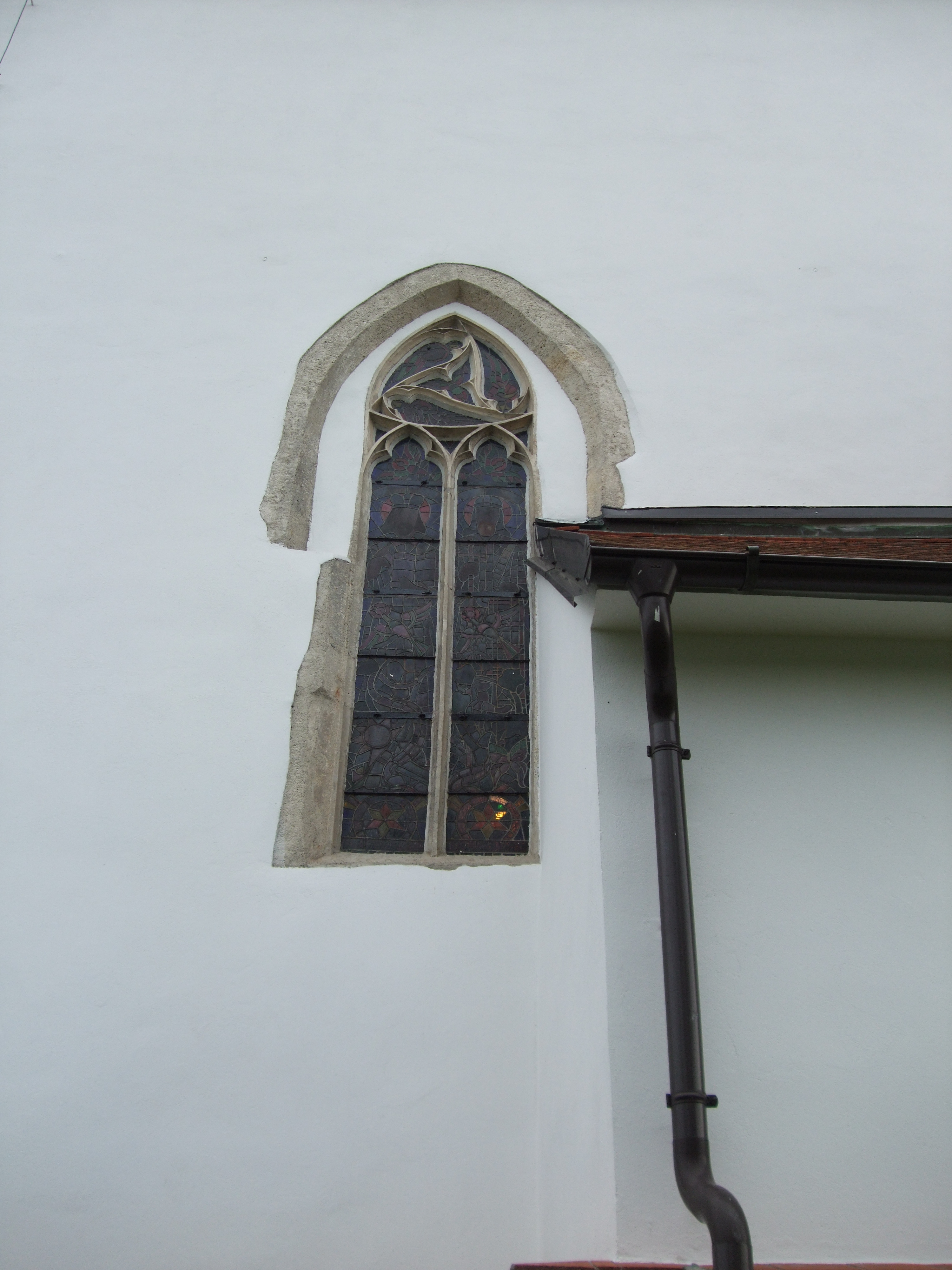
Gotické okno s vitrážemi v sakristii
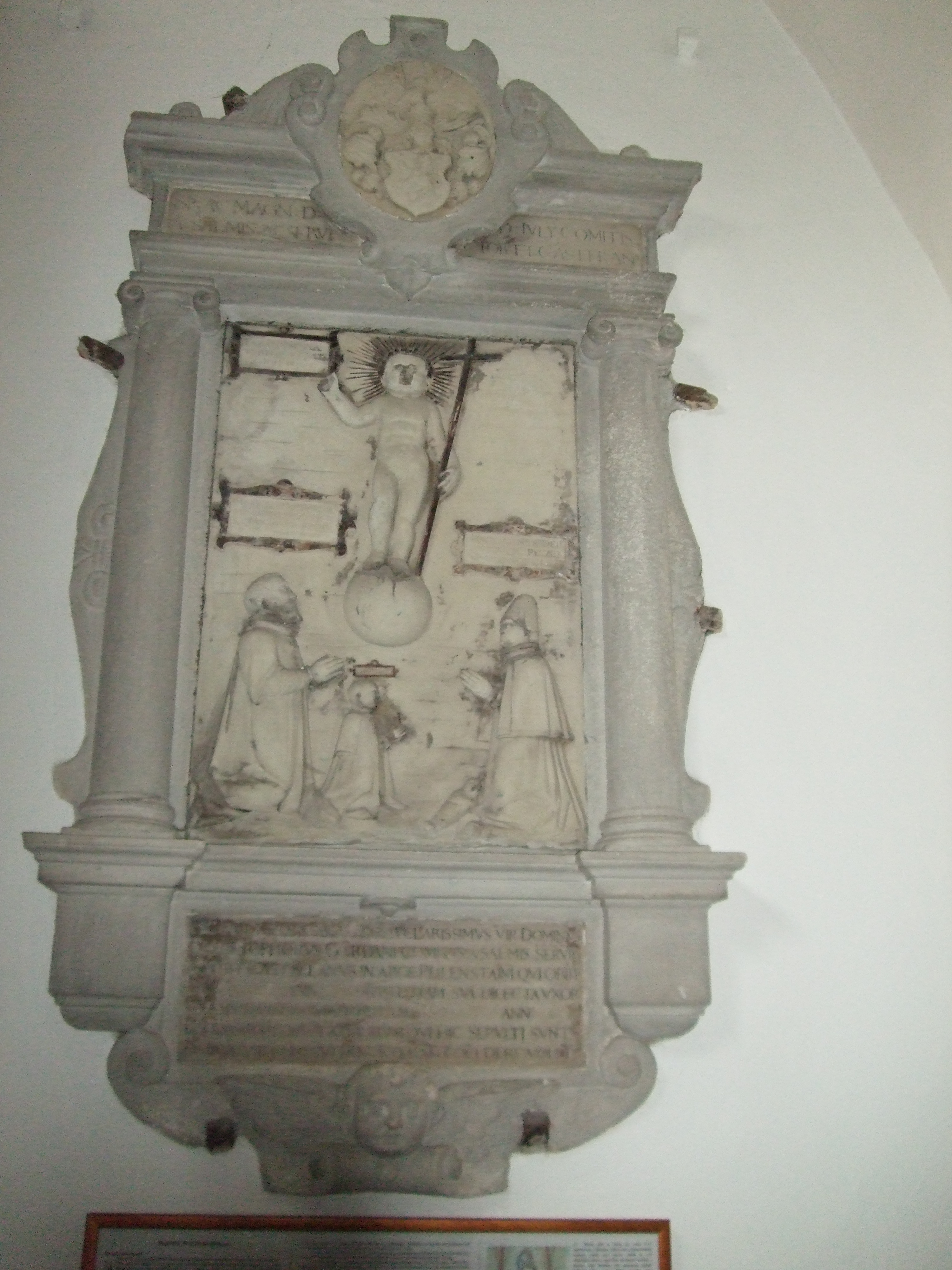
Pozdně renesanční epitaf Christophera Gardaniho (po roce 1593)
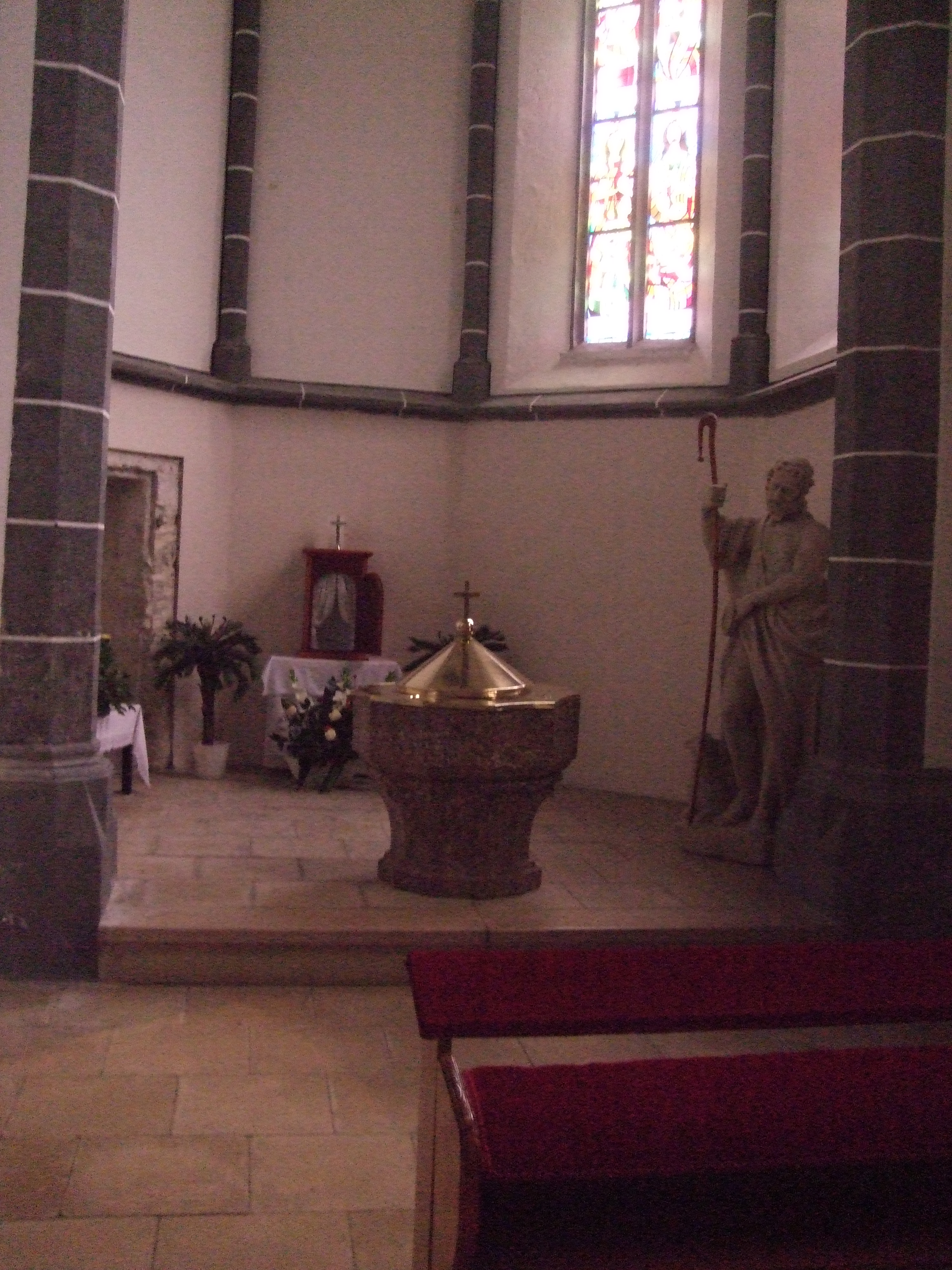
Pohled do kaple svatého Bartoloměje
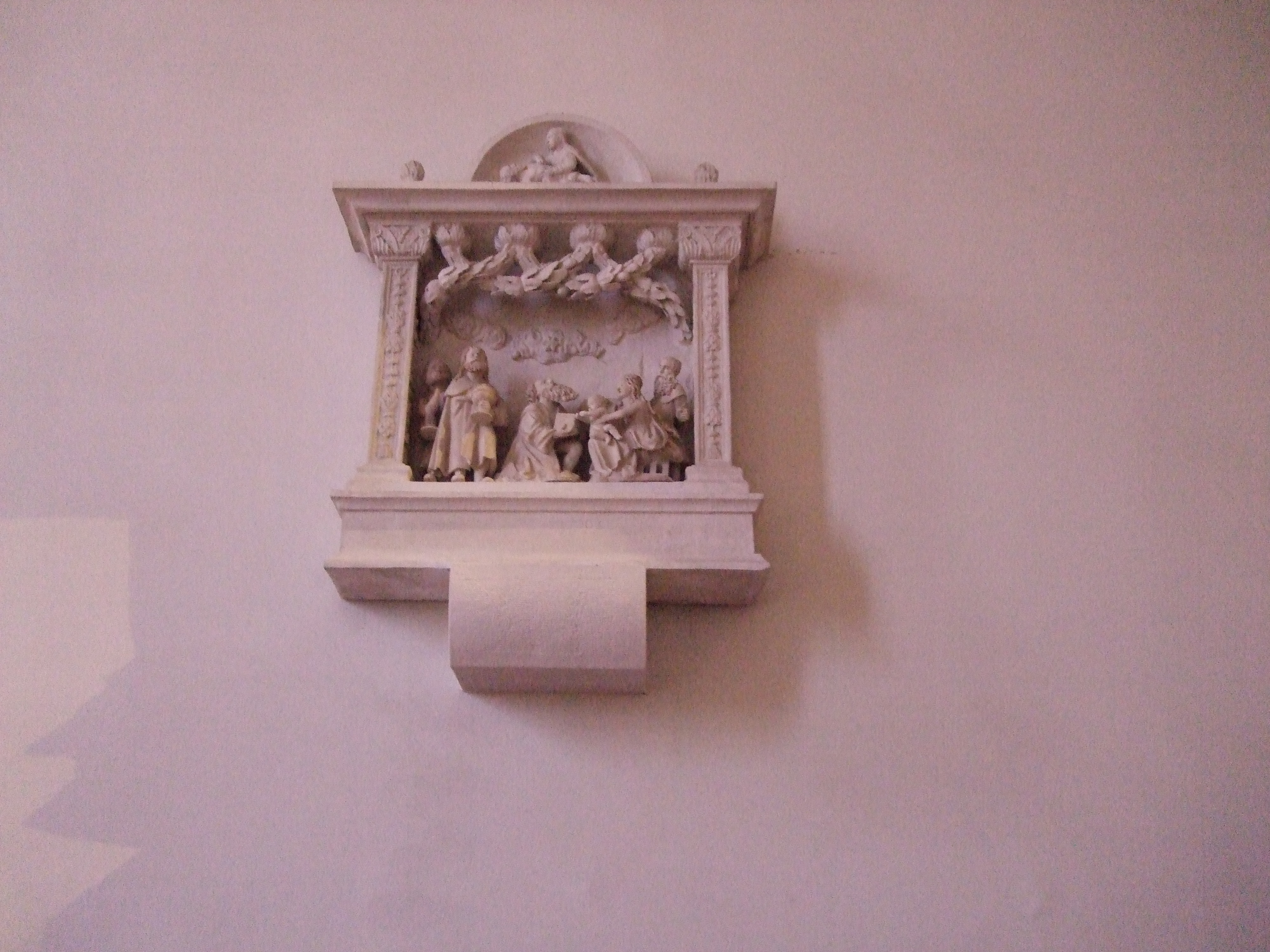
Klaňania sa troch kráľov, rok 1519
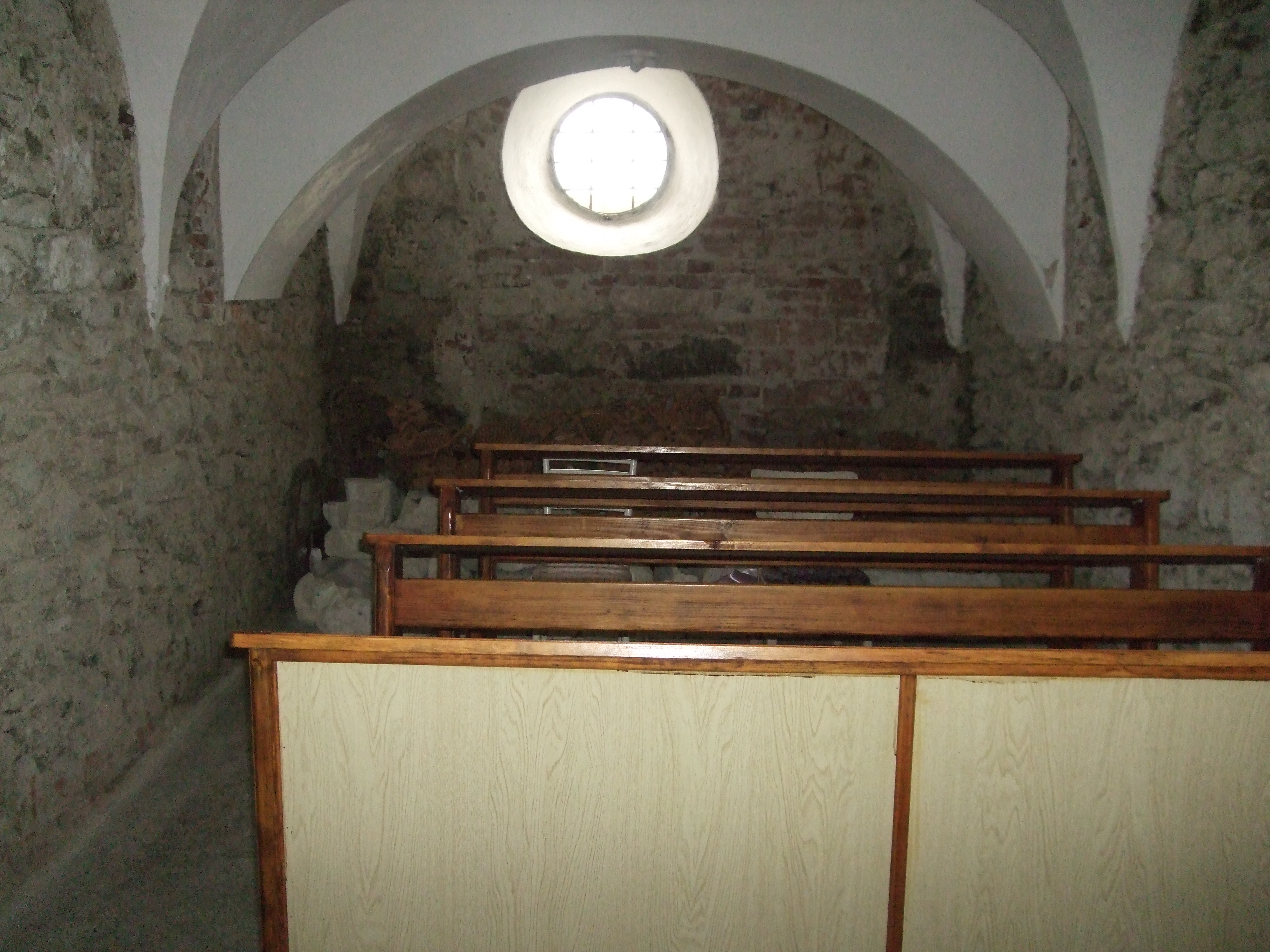
Základy románské sakrální stavby pod presbytériom, přelom 12. a 13. století
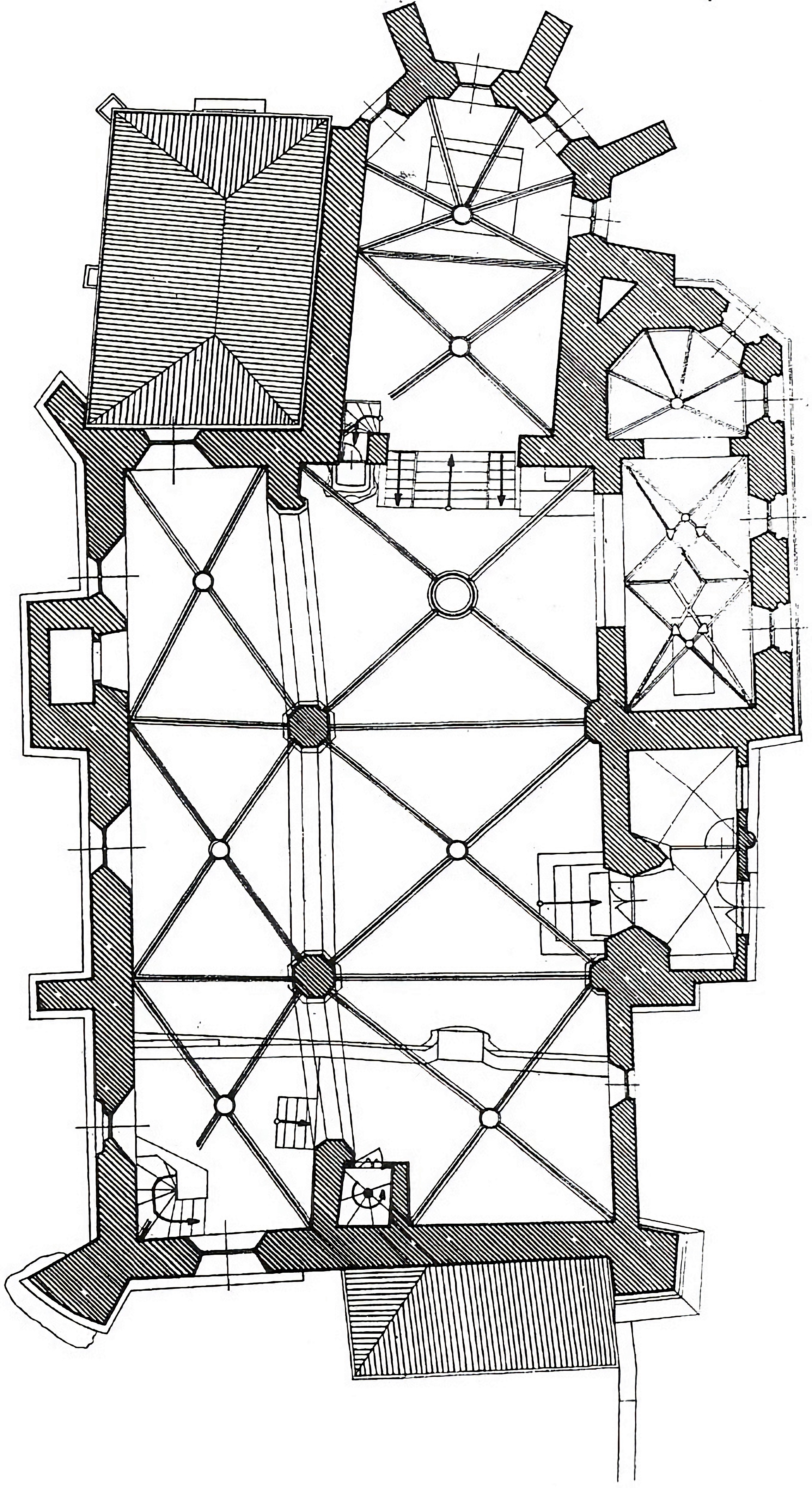
Púdorys kostela Sv. Juraja s kaplí